# Andrew Turnbull
Andrew Turnbull ist ein britischer Wirtschaftswissenschaftler, Manager und Hochschullehrer.

## Leben
Andrew Turnbull schloss 1977 ein Studium der Volkswirtschaftslehre an der University of Edinburgh ab. Danach hatte er verschiedene Positionen im Marketing und Vertrieb verschiedener Markenartikel-Unternehmen inne. Unter anderem war er neun Jahre lang Marketingleiter einer Supermarkt-Kette. 1994 übernahm Turnbull eine Position in der Marketing und Business Strategy Division der Robert Gordon University in Aberdeen. Dort übernahm Turnbull verschiedene Leitungsfunktionen. Unter anderem war er Marketing Course Leader und MBA Programme Director und Corporate Programmes Director die außeruniversitären Bildungsprogramme. Seit Oktober 2002 ist Turnbull Senior Lecturer im Bereich Handelsmarketing.
Andrew Turnbull ist Initiator des europäischen Hochschulnetzwerkes COEUR (Competence in EuroPreneurship). Das Projekt soll die Entwicklung einer europäischen Unternehmerkultur durch Stärkung interkultureller Kooperation unterstützen. Andrew Turnbull ist Mitglied der Higher Education Academy, des Chartered Institute of Marketing und der Marketing Society sowie Vorsitzender der Academy of Marketing in Scotland. Für zahlreiche Unternehmen wie British Airways, Imerys, the Abbey Bank, NATS, Shell u. a. hat er Marketing Trainings entwickelt und durchgeführt. 

## Publikationen
- Competence in EuroPreneurship (COEUR) – Intercultural Entrepreneurship Experience in University Networks (zusammen mit Matthias Eickhoff, Andrzej Kardasz, Virginia Trigo) In: Papers & Proceedings of INTENT 2005, Internationalizing Entrepreneurship Education and Training Conference, University of Surrey 13.–15. July 2005
- M. Eickhof/A. Turnbull (2008): Das Ergebnis europäischer Hochschulkooperation: COEUR Businessinnovationen – Creative in Diversity. Paper presented at the 5th net’swork conference 2008, 6th–7th November 2008, Bad Salzuflen. Tagungsband erschien 2009